# 디 아이 2
《디 아이 2》(見鬼 2: The Eye 2)는 홍콩에서 제작된 옥사이드 팽 천 감독의 2004년 공포, 스릴러 영화이다. 제다폰 폴디 등이 주연으로 출연하였고 진가신 등이 제작에 참여하였다. 2002년 영화 《디 아이》의 후속작이기는 하지만 두 영화의 스토리라인은 유령을 본다는 점을 제외하고는 어떠한 관련성도 없다.

## 출연
- 제다폰 폴디
- 서기
- 원려기
- 주려기

## 한국어 더빙 성우진(SBS)
- 김아영 - 조이 (서기)
- 정재헌 - 샘 (제다폰 폴디)
- 박선영 - 샘의 아내 (원려기)
- 이종구
- 이주원
- 김승태
- 이현주
- 변현우
- 임주현